# ريتشل بيكر غيل
ريتشل بيكر غيل (بالإنجليزية: Rachel Elizabeth Baker Gale)‏ هي سفرجات وكاتِبة وكاتبة مسرحية أمريكية، ولدت في مارس 1858 في ماساتشوستس في الولايات المتحدة، وتوفيت في 1923.